# Jan Kochanowski
Jan Kochanowski (Sycyna, 1530 - Lublin, 22 de agosto de 1584) foi um poeta renascentista polonês que estabeleceu padrões poéticos que se tornariam parte integrante da literatura de língua polonesa. Ele é normalmente considerado o maior poeta polonês antes de Adam Mickiewicz e o maior poeta eslavo anterior ao século XIX.

## Vida
Kochanowski nasceu em Sycyna, perto de Radom, Polônia. Pouco é conhecido sobre seus primeiros anos de estudos. Aos catorze anos, porém, fluente em latim, ele foi enviado para Cracóvia para estudar na Universidade Jagiellon. 
Após a sua formatura em 1547 aos 17 anos, ele freqüentou a Universidade de Königsberg, no Ducado da Prússia e em Pádua, Itália. Em Pádua, Kochanowski entrou em contato com o grande estudioso humanista, Francesco Robortello. 
Kochanowski encerrou seu período de quinze anos de estudos e viagens com uma última visita à França, onde ele conheceu o poeta Pierre de Ronsard. 
Em 1559 Kochanowski retornou finalmente à Polônia, para se tornar um humanista e poeta renascentista. Ele passou os próximos quinze anos fechado na corte do Rei Sigismundo II da Polônia, servindo por um tempo como secretário real.
Em 1574, após a fuga para a França do recém eleito Rei Henryk Walezy (cuja candidatura ao trono da Polônia Kochanowski tinha apoiado), Kochanowski se estabeleceu na propriedade da família em Czarnolas ("Floresta Negra") para viver a vida de um proprietário rural. Em 1575 ele casou com Dorota Podlodowska, com quem ele teve sete filhos.  
Kochanowski é algumas vezes conhecido em polonês por "Jan de Czarnolas". E foi lá que ele escreveu seus mais memoráveis trabalhos, incluindo A Demissão dos Enviados Gregos e Lamentos.
Kochanowski faleceu, provavelmente de um ataque cardíaco, em Lublin em 22 de agosto de 1584.

## Obras
Os primeiros poemas de Kochanowski foram escritos em latim, mas logo ele passou a escrevê-los em sua língua materna, criando formas em versos que o fizeram ser reconhecido como o criador da literatura poética da Polônia.  
Entre suas obras-primas estão: Treny (Trenodias, 1580, traduzido para o inglês em 1995 por Stanisław Barańczak e Seamus Heaney como Lamentos)—uma série de elegias sobre a morte, provavelmente de influenza, de sua amada filinha  Urszula; e Odprawa posłów greckich (A Demissão dos Enviados Gregos, 1578), uma tragédia em versos brancos baseada em um incidente que ocasionou a Guerra de Troia. Foi a primeira tragédia escrita em polonês e seu tema sobre as responsabilidades de um estadista continua sendo ainda muito atual.
Especialmente os Lamentos de Kochanowski, transporta o leitor com seus sentimentos verdadeiros, expressado com uma rica habilidade, a uma geração posterior, a de Shakespeare.

## Referência
- Czesław Miłosz, The History of Polish Literature, 2ª edição, Berkeley, Editora da Universidade da Califórnia, 1983, pp. 60-80.